# Прокопенко, Виктория Георгиевна
Виктория Георгиевна Прокопенко (до 2014 года — Долгачёва; род. 17 апреля 1991 года, Ленинград) — российская легкоатлетка, специализирующаяся в тройном прыжке. Чемпионка России 2016 года. Чемпионка России в помещении 2018 года. Мастер спорта России международного класса (2013).

## Биография
Виктория Георгиевна Долгачёва родилась 17 апреля 1991 года в Ленинграде. Окончила гимназию № 105, в которой её спортивные данные заметил учитель физической культуры Игорь Александрович Тишков, порекомендовавший занятия лёгкой атлетикой. В дальнейшем Виктория тренировалась в ДЮСШ олимпийского резерва по лёгкой атлетике и фехтованию Выборгского района Санкт-Петербурга под руководством Андрея Георгиевича Климова.
Начала выступления в 2009 году. Первоначально занималась семиборьем, затем с 2010 года — прыжками в длину. В 2012 году перешла в тройной прыжок. На российских соревнованиях представляет Москву и Санкт-Петербург.
В 2013 году, после завоевания серебряной медали на зимнем чемпионате России, Виктория принимала участие в чемпионате Европы в помещении в Гётеборге. Была удостоена звания «Мастер спорта России международного класса» и премии Правительства Санкт-Петербурга «За достижение высоких спортивных результатов на официальных международных и всероссийских спортивных соревнованиях».
С июля 2013 по июль 2015 года была дисквалифицирована за применение допинга — остарина.
В 2014 году окончила Санкт-Петербургский государственный университет по специальности «Социология».
4 сентября 2014 года вышла замуж за спортивного массажиста Владислава Прокопенко и взяла его фамилию.
В 2015 году Виктория стала серебряным призёром чемпионата России. В 2016 году выиграла чемпионат России в Чебоксарах.
В 2017 году дважды становила серебряным призёром чемпионатов России.
В 2018 году победила на зимнем чемпионате России и была допущена до чемпионата мира в помещении в Бирмингеме.

## Основные результаты

### Международные
| Год  | Соревнования                 | Место проведения          | Дисциплина | Место | Результат |
| ---- | ---------------------------- | ------------------------- | ---------- | ----- | --------- |
| 2013 | Чемпионат Европы в помещении | Гётеборг, Швеция          | тройной    | 9 (q) | 13,83 м   |
| 2018 | Чемпионат мира в помещении   | Бирмингем, Великобритания | тройной    | 7     | 14,05 м   |

### Национальные
| Год  | Соревнования                 | Место проведения | Дисциплина | Место | Результат |
| ---- | ---------------------------- | ---------------- | ---------- | ----- | --------- |
| 2013 | Чемпионат России в помещении | Москва           | тройной    | 2     | 14,41 м   |
| 2015 | Чемпионат России             | Чебоксары        | тройной    | 2     | 14,10 м   |
| 2016 | Чемпионат России             | Чебоксары        | тройной    | 1     | 14,28 м   |
| 2017 | Чемпионат России в помещении | Москва           | тройной    | 2     | 14,00 м   |
| 2017 | Чемпионат России             | Жуковский        | тройной    | 2     | 14,00 м   |
| 2018 | Чемпионат России в помещении | Москва           | тройной    | 1     | 14,25 м   |
| 2020 | Чемпионат России в помещении | Москва           | тройной    | 12    | NM        |
| 2020 | Чемпионат России             | Челябинск        | тройной    | 3     | 14,15 м   |